# Электростатическая индукция

Эксперимент с электроскопом показывающий возникновение индуцированного заряда.

Капельница Кельвина

Электростатическая индукция (электризация через влияние) — явление наведения собственного электростатического поля при действии на тело внешнего электрического поля. Явление обусловлено перераспределением зарядов внутри проводящих тел, а также поляризацией внутренних микроструктур у непроводящих тел. Внешнее электрическое поле может значительно исказиться вблизи тела с индуцированным электрическим полем.

## Электростатическая индукция в проводниках
Перераспределение зарядов в хорошо проводящих металлах при действии внешнего электрического поля происходит до тех пор, пока заряды внутри тела практически полностью не скомпенсируют внешнее электрическое поле. При этом на противоположных сторонах проводящего тела появятся противоположные наведённые (индуцированные) заряды.
Электростатической индукцией в проводниках пользуются при их заряжении. Так, если проводник заземлить и поднести к нему заряженное отрицательно тело, не касаясь им проводника, то некоторое количество отрицательных зарядов перетечёт в землю, заместившись взамен положительными. Если теперь убрать заземление, а затем и заряженное тело, проводник останется положительно заряженным. Если же сделать то же самое, не заземляя проводник, то после убирания заряженного тела индуцированные на проводнике заряды перераспределятся, и все его части вновь станут нейтральными.

## Электростатическая индукция в диэлектриках
Диэлектрики в электростатическом поле поляризуются.

## Применение
Наиболее массовое применение находит основанная на данном явлении электростатическая защита приборов и соединительных цепей.
Эффект электростатической индукции используется в ряде приборов, в частности, в электростатических генераторах: Гольца, Уимсхерста, капельнице Кельвина, генераторе Ван де Граафа, пеллетроне и других.